# Hans Konrad von Meiss

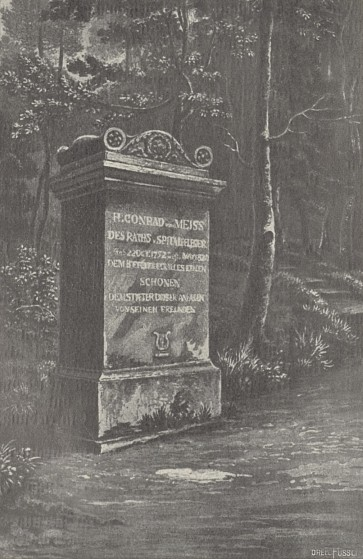
Der «Meissenstein» am Höckler bei Zürich (1907)

Johannes «Hans» Konrad von Meiss (in alter Schreibweise auch Hans Conrad von Meiß; * 22. Oktober 1752; † 15. Mai 1820 in Zürich) war ein Schweizer Politiker, an den ein kleines Denkmal am Höckler bei Zürich erinnert. Er wird gelegentlich mit dem Zürcher Bezirksrichter und Regierungsrat Hans Konrad von Meiss (1764–1845) verwechselt.

## Leben
Über Meiss’ Biografie ist nur wenig bekannt. Um 1785, in der Spätphase des Ancien Régime, war er Landvogt in Andelfingen. Später amtete er als Ratsherr und Oberrichter in Zürich. Vom Rat wurde er zum Vorsteher der Spitalverwaltung, der ausgedehnte Gebiete am Uetliberg gehörten, bestimmt. In dieser Funktion schuf Meiss hier um 1800 – ganz im Geiste der Romantik – die beiden idyllischen «Lustörter» Manegg und Höckler mit Weganlagen, Pärken, Ruheplätzen, Sitzbänken, Teichen und Brunnen. Auch der «Manessebrunnen» geht auf ihn zurück. Insbesondere die «Höcklerterrasse», ein Aussichtspunkt mit Gastwirtschaft, erfreute sich im 19. Jahrhundert grosser Beliebtheit.
Meiss starb 1820 nach langer Krankheit im Alter von 67 Jahren. In einem Nachruf der Zürcher Zeitung wurde er als «Mann von den mannigfaltigsten gründlichen Kenntnissen, und einer bis auf die letzten Monate seines Lebens nie erschöpften Thätigkeit» geschildert, der sich insbesondere um «den Wohlstand der hiesigen Spital-Anstalten» verdient gemacht habe.

## Meissenstein

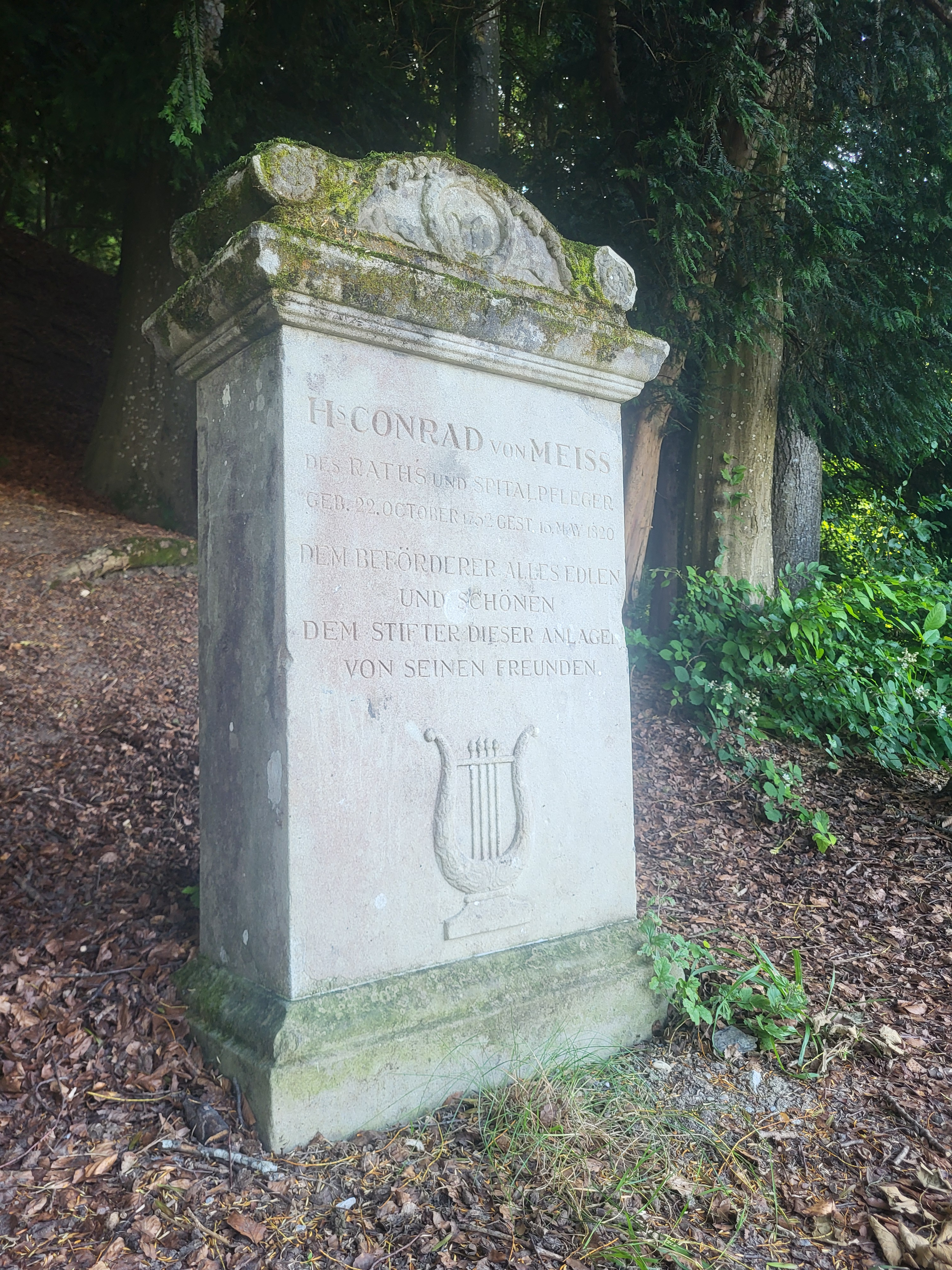
Der versetzte Meissenstein (2025)

### Geschichte
Wohl in den 1820er Jahren errichteten Freunde Meiss’ hinten an der Höcklerterrasse, am Anfang des Maneggwegs, einen Gedenkstein für ihn. Spätestens nach dem Abriss der Terrasse 1873 wurde das Denkmal vom Wald verschluckt und war kaum mehr auffindbar. Konrad Escher behauptete 1907, es sei «nunmehr verschwunden». Der Verschönerungsverein Zürich (VVZ) liess es 1931 restaurieren und an seinem ursprünglichen Platz wieder aufstellen. In den folgenden Jahrzehnten wurde es abermals überwachsen und geriet in Vergessenheit, bis 2008 die Webseite Gang dur Züri eine Fotografie des verwitterten «wieder aufgetauchten» Denkmals veröffentlichte. Dadurch animiert, suchte es Florian von Meiss, ein Nachfahre des Geehrten, auf und liess es im Juli 2023 auf eigene Kosten vom Forstdienst an den Waldrand versetzen, womit es der Öffentlichkeit wieder besser zugänglich ist.

### Beschreibung
Das Denkmal hat die Form eines antiken Grabsteins und ist von einer Volute bekrönt. Die Inschrift lautet:

«HS CONRAD VON MEISS
DES RATHS UND SPITALPFLEGER
GEB. 22. OCTOBER 1752 GEST. 15. MAY 1820
DEM BEFÖRDERER ALLES EDLEN
UND SCHÖNEN
DEM STIFTER DIESER ANLAGEN
VON SEINEN FREUNDEN»